# Celaenorrhinus aspersa
Celaenorrhinus aspersa, commonly called Large Streaked Flat, là một loài bướm ngày thuộc Họ Bướm nâu được tìm thấy ở châu Á.

## Phân bố
Loài này có mặt ở Ấn Độ, Bắc Myanma, Bắc Thái Lan, Hải Nam và Tây Trung Quốc. Ở Ấn Độ, nó phân bố từ Assam về phía đông đến Nagaland và đến Myanma.

## Hiện trạng
Rất hiếm.

#### Print
- Evans, W.H. (1932) The Identification of Indian Butterflies. 2nd Ed, (i to x, pp454, Plates I to XXXII), Bombay Natural History Society, Mumbai, India.

#### Online
- Savela, Marrku  Website on Lepidoptera
- Beccaloni, G. W., Scoble, M. J., Robinson, G. S. & Pitkin, B. (Editors). 2003. The Global Lepidoptera Names Index (LepIndex). World Wide Web electronic publication. http://www.nhm.ac.uk/entomology/lepindex [accessed 05 tháng 12 năm 2006].